# Noonie Bao
Jonnali Mikaela Parmenius dit Noonie Bao, née le 9 août 1987 à Stockholm, est une chanteuse, auteure-compositrice et productrice de disques suédoise. Elle écrit des chansons pour des artistes tels que Don Diablo, Ava Max, Katy Perry, Zara Larsson, Charli XCX, Camila Cabello, Zedd, Avicii, Kygo, David Guetta, Clean Bandit, Alesso, Feed Me et Carly Rae Jepsen,.